# Солітаріо панамський
Солітаріо панамський (Myadestes coloratus) — вид горобцеподібних птахів родини дроздових (Turdidae). Мешкає в Панамі і Колумбії.

## Опис
Довжина птаха становить 18 см. Верхня частина тіла коричнева, за винятком тімені і шиї, які сірі, як і нижня частина тіла. На обличчі чорна пляма. Дзьоб і лапи оранжеві.

## Поширення і екологія
Панамські солітаріо мешкають в гірських тропічних лісах в провінції Дар'єн на півдні Панами і в колумбійському департаменті Чоко на висоті 800-2200 м над рівнем моря.